# 9.º Ejército (Alemania)
El 9.º Ejército (en alemán: 9. Armee) fue un ejército de campo alemán en la II Guerra Mundial. Fue activado el 15 de mayo de 1940 con el General Johannes Blaskowitz al mando.

## Historia

### 1940
El 9.º Ejército vio su primer servicio junto a la Línea Sigfrido durante su participación en la invasión de Francia. Se mantuvo como reserva estratégica y vio poco combate.

### 1941
Para 1941, El 9.º Ejército fue fuertemente fortalecido y fue desplegado con el Grupo de Ejércitos Centro para la invasión de la Unión Soviética. Durante la fase inicial de la Operación Barbarroja el 4.º Ejército formó la pinza del sur de un cerco masivo de tropas soviéticas desplegado en Białystok, con el 9.º Ejército alemán formando el norte de la pinza. Continuó su avance, y pronto lanzó otro movimiento de pinza sobre las tropas soviéticas en Smolensk. Aunque tuvieron éxito en rodear a las tropas soviéticas, muchas tropas soviéticas escaparon del embolsamiento debido a las grandes distancias que debía cubrir. Hitler después envió las fuerzas Panzer del Grupo de Ejércitos Centro a los frentes del norte y del sur para infligir graves daños económicos a la Unión Soviética. El 9.º Ejército permaneció estático entre finales de julio de 1941 y octubre de 1941 cuando Hitler finalmente decidió lanzar el largamente esperado ataque a Moscú.
En frente a Moscú había dos elaboradas líneas defensivas: la primera tenía 251 km de longitud en frente de Vyazma y la segunda en Mozhaysk. El 9.º Ejército golpeó desde el norte, flanqueando la línea defensiva de Vyazma y, junto con los 3.º y 4.º Ejércitos Panzer, rodeó a las fuerzas soviéticas en Vyazma. Esto demostró ser la última operación importante de embolsamiento lanzada por el 9.º Ejército.
El 9.º Ejército fue puesto en el flanco norte mientras los 2.º, 3.º y 4.º Ejércitos Panzer y el 4.º Ejército encabezarían la ofensiva sobre Moscú. Sin embargo, el ataque fracasó debido al tiempo frío, la deteriorada línea de suministros, y la tenacidad de la resistencia soviética. Los alemanes sufrieron graves pérdidas humanas y gran parte de las tropas del 9.º Ejército fueron recolocadas en otros Ejércitos alemanes agotados.

### 1942
El 9.º Ejército permaneció en posiciones defensivas en 1942, atrincherado a 200 millas a las afueras de Moscú mientras los alemanes concentraban su ofensiva en el Sur de Rusia. Cuando cambió el rumbo de la batalla en el Sur de Rusia, los soviéticos lanzaron la Operación Marte, una gran ofensiva contra el Grupo de Ejércitos Centro. Las posiciones bien atrincheradas del Grupo de Ejércitos Centro derrotó la ofensiva soviética con grandes pérdidas.

### 1943
Los alemanes intentaron de nuevo en 1943 recuperar el impulso en el frente oriental lanzando un masivo movimiento de pinza en el saliente de Kursk donde fueron desplegadas 1/6 de todas las fuerzas soviéticas. A la cabeza estarían el 9.º Ejército y el 2.º Ejército Panzer desde el norte y el 4.º Ejército Panzer junto al Destacamento de Ejército Kempf desde el sur. Los soviéticos creían que el golpe más duro provendría del norte y reforzaron masivamente el sector directamente opuesto al 9.º Ejército. Para julio de 1943, el 9.º Ejército  se había convertido en el mayor ejército jamás desplegado por los alemanes, superando incluso al tan renombrado 6.º Ejército con 335.000 hombres junto con 600 tanques.
Liderando el avance desde el norte, el 9.º Ejército se topó con poderosas defensas soviéticas, y solo ganó 10 km en el primer día. Walter Model ordenó la captura de la clave y fuertemente fortificada estación de ferrocarril de Ponyri, que era necesaria para continuar el avance hacia Kursk. Sin embargo, los soviéticos habían reforzado masivamente las defensas de la ciudad, lo que significó que los atacantes asumieron pérdidas muy elevadas. Después de una semana de lucha feroz, el 9.º Ejército había ganado solo 20 km. Después de ser incapaz de romper las líneas enemigas, el ejército se vio obligado a hacer frente a la contraofensiva soviética que de no ser controlada podría cercar al 9.º Ejército entero. Luchó en retirada hacia el oeste por el resto de 1943.

### 1944
Para 1944, el 9.º Ejército estaba exhausto, pero había recibido algunos refuerzos muy necesarios y estaba defendiendo la región de Bobruisk en la primera mitad de ese año. El 22 de junio, el tercer aniversario de la Operación Barbarroja, los soviéticos empezaron la colosal Operación Bagration cuyo objetivo principal era la destrucción del Grupo de Ejércitos Centro. La acción contra el 9.º Ejército fue llamada Ofensiva Bobruysk. El 9.º Ejército sufrió casi 80.000 bajas durante Bagration de las cuales 65.000 fueron hechos prisioneros. Casi el 40% del 9.º Ejército fue destruido en el verano de 1944. El ejército fue después reconstruido con unidades alemanes redesplegadas desde Italia y estuvo involucrado en la defensa de Varsovia en otoño e invierno de 1944.

### 1945
El Ejército Rojo cruzó la frontera de Alemania el 12 de enero de 1945, y obligó al 9.º Ejército a retirarse de todo el frente hasta que fue desplegado al oeste del río Óder. Tres de las formaciones del 9.º Ejército tuvieron la tarea de defender las colinas de Seelow, que era la última región defendible antes de Berlín. Al norte se encontraba el CI Cuerpo de Ejército, en el centro el LVI Cuerpo Panzer del General Helmuth Weidling, y al sur de las colinas estaba el XI Cuerpo SS Panzer. Además, al sur de Fráncfort del Óder (que estaba defendida por la Guarnición de Fráncfort) estaba el V Cuerpo SS de Montaña. En total el 9.º Ejército estaba reducido a 100.000 hombres y 800 tanques y cañones de asalto, contra los que los soviéticos disponían de 1.000.000 hombres y 10.000 tanques y cañones de asalto.
La batalla de las colinas de Seelow empezó el 16 de abril de 1945 cuando 1.º Frente Bielorruso del Mariscal Georgy Zhukov atacó a través del Óder. El 9.º Ejército mantuvo la línea durante unos tres días. Después de intensos combates el LVI Cuerpo Panzer de Weidling fue obligado a retroceder hacia Berlín. La mayoría de las divisiones del CI Cuerpo de Ejército, ahora al norte del saliente creado por el 1.º Frente Bielorruso, fueron reasignadas junto LVI Cuerpo Panzer al Destacamento de Ejército Steiner, al que se le dio la tarea de contraatacar y pinchar el saliente en un plan poco realista concebido por Hitler. Al final, el cuerpo de Weidling retrocedió hasta Berlín y él fue promovido a comandante del área Defensiva de Berlín, reportando directamente a Hitler. Theodor Busse y el resto del 9.º Ejército fueron conducidos a una bolsa en el bosque del Spree al sur de las colinas de Seelow y al oeste de Fráncfort del Óder.
Desde dentro del embolsamiento al oeste de Fráncfort Busse intentó abrirse paso hacia el oeste para unirse al 12.º Ejército. La fuga, conocida como la batalla de Halbe, resultó en la destrucción del Noveno Ejército como fuerza coherente. Las tropas que no fueron capturadas y muertas por los soviéticos cruzaron el Elba en Tangermünde y se rindieron al Ejército de EE. UU.

## Comandantes
| N.º | Retrato | Comandante                                                       | Desde                   | Hasta                  |
| --- | ------- | ---------------------------------------------------------------- | ----------------------- | ---------------------- |
| 1   |         | Generaloberst Johannes Blaskowitz (1883-1948)                    | 15 de mayo de 1940      | 29 de mayo de 1940     |
| 2   |         | Generaloberst Adolf Strauß (1879-1973)                           | 30 de mayo de 1940      | 14 de enero de 1942    |
| 3   |         | Generalfeldmarschall Walter Model (1891-1945)                    | 15 de enero de 1942     | 3 de noviembre de 1943 |
| 4   |         | Generaloberst Josef Harpe (1887-1968)                            | 4 de noviembre de 1943  | 20 de mayo de 1944     |
| 5   |         | General der Infanterie Hans Jordan (1892-1975)                   | 20 de mayo de 1944      | 26 de junio de 1944    |
| 6   |         | General der Panzertruppe Nikolaus von Vormann (1895-1959)        | 27 de junio de 1944     | 31 de agosto de 1944   |
| 7   |         | General der Panzertruppe Smilo Freiherr von Lüttwitz (1895-1975) | 1 de septiembre de 1944 | 19 de enero de 1945    |
| 8   |         | Generalleutnant Theodor Busse (1897-1986)                        | 20 de enero de 1945     | 2 de mayo de 1945      |